# Srumbung (plaats)
Srumbung is een bestuurslaag in het regentschap Magelang van de provincie Midden-Java, Indonesië. Srumbung telt 3767 inwoners (volkstelling 2010).